# Bolitoglossa stuarti
Bolitoglossa stuarti е вид земноводно от семейство Plethodontidae.

## Разпространение
Видът е разпространен в Гватемала и Мексико.